# Casa Martí Ventosa
Casa Martí Ventosa je obytný dům ve čtvrti Barceloneta v Barceloně na passeig Joan de Borbó. Je to dílo architekta Manuela Puig Janera postavené v letech 1930-1939 v eklektickém stylu. Dům připomíná pařížské stavby. Byl prohlášen španělskou kulturní památkou lokálního významu.
Budova má téměř čtvercový půdorys, suterén, přízemí, mezanin a šest pater. Výrazným prvkem je půlkruhové řešení rohů domu. Vstup je zdoben žlábkovanými dórskými pilastry a štítem s námořním sochařským reliéfem.
Dům nechali postavit majitelé loďařské firmy Martí Ventosa.

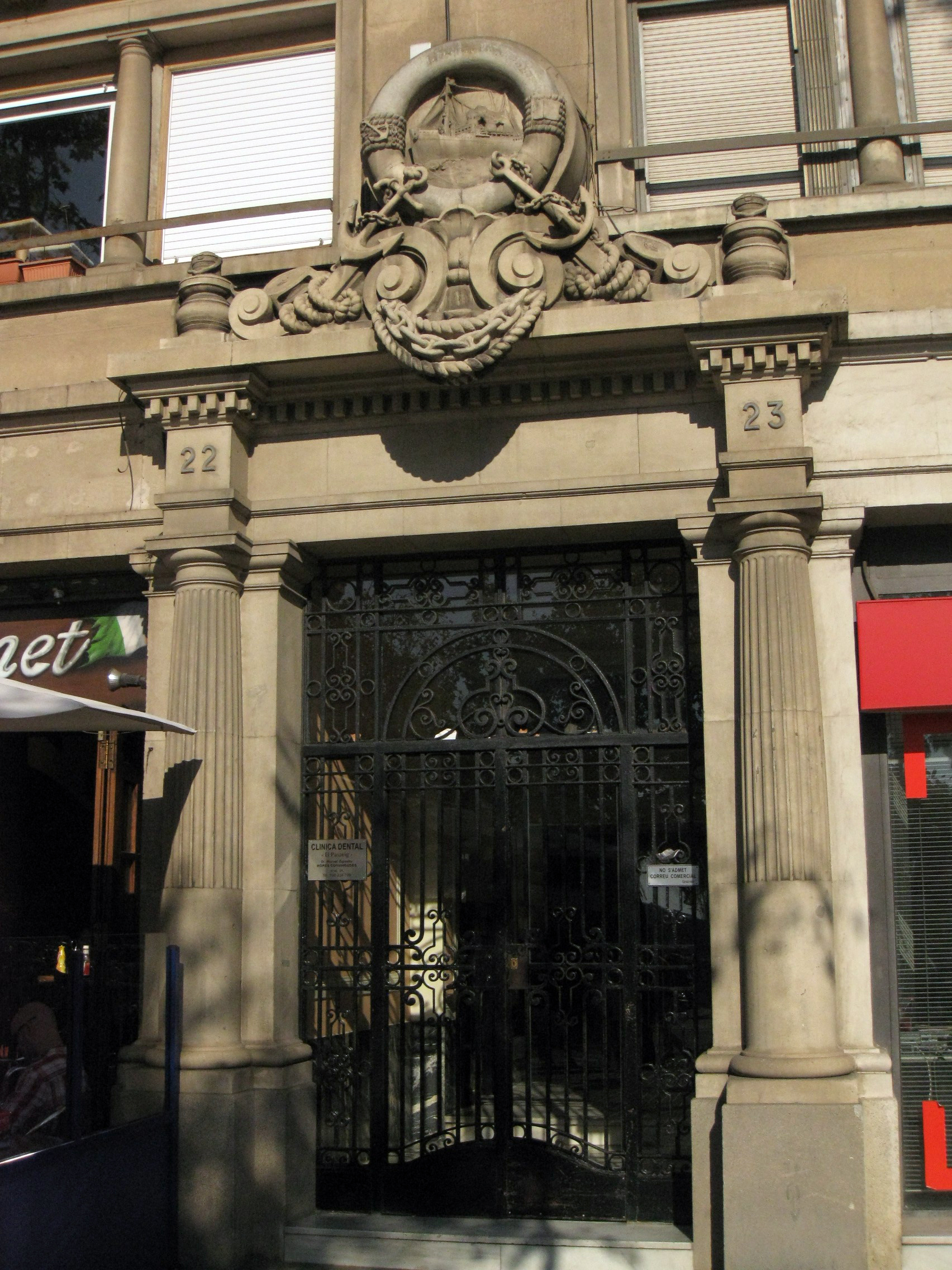
Portál
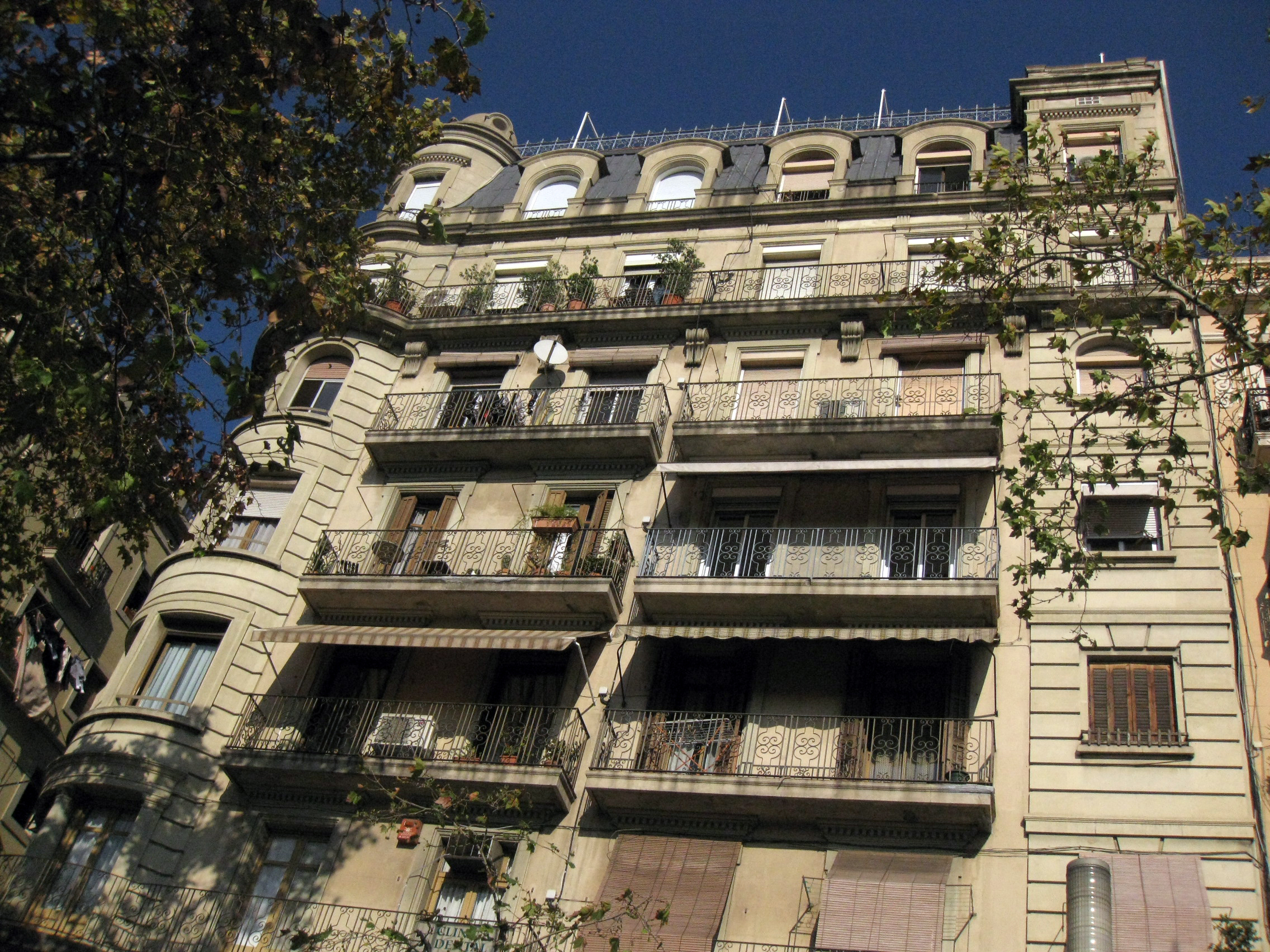
Boční fasáda